# Stadion Panajota Wołowa w Szumenie
Stadion Panajota Wołowa – wielofunkcyjny stadion w Szumenie, w Bułgarii. Obiekt może pomieścić 24 390 widzów. Swoje spotkania rozgrywają na nim piłkarze klubu FK Szumen 2010. Obiekt nosi imię Panajota Wołowa.